# Westliche Han-Dynastie
Als Epoche der Westlichen Han wird in der chinesischen Geschichte die erste Hälfte der Han-Dynastie von 207 v. bis 9 n. Chr. bezeichnet, in der Chang’an die Hauptstadt des Landes war. Ihr folgte die kurze Periode der Xin-Dynastie des Usurpators Wang Mang, ehe im Jahr 25 n. Chr. die Zeit der Östlichen Han-Dynastie mit dem weiter östlich gelegenen Luoyang als Hauptstadt anbrach.
Die Westliche Han-Dynastie gilt als ein Höhepunkt der chinesischen Kaiserzeit. Durch eine Reihe kluger politischer Entscheidungen der ersten Kaiser der Dynastie stabilisierte und erholte sich China im Inneren, sodass es auch nach außen stark auftreten konnte. So gelang es dem Land, die ständige Bedrohung durch die Nomaden aus dem Norden für mehrere hundert Jahre abzuwehren und über die Seidenstraße einen Weg nach Westen zu öffnen.

## Zusammenfassung
Aus dem Kampf um den Kaisertitel nach dem Sturz der Qin-Dynastie ging Liu Bang als Sieger hervor. Nach der kurzen Herrschaft der Qin und dem langjährigen Bürgerkrieg war China zu dieser Zeit weitgehend verwüstet. Die Städte hatten bis zu vier Fünftel ihrer Bevölkerung verloren, große Teile des Landes lagen brach. Zudem sah sich der Kaiser genötigt, ein großes Heer, das ihm zur Macht verholfen hatte, zu entlohnen. Dabei griff Liu Bang auf die Methode der Zhou-Dynastie zurück und belehnte seine Getreuen mit Land. Den einfachsten Soldaten und Offizieren wurde Land nach Rang zugeteilt. Auch versuchte Liu Bang, andere Bevölkerungsschichten (Wanderbevölkerung, Stadtbewohner) auf dem Land anzusiedeln, um es zu bearbeiten. Die nach diesem Aufruf freiwillig angesiedelten Bauern blieben bis zu 12 Jahre von Steuern und Fronarbeiten verschont. Zudem ließ Liu Bang das Gesetzbuch stark vereinfachen. Viele in der Qin-Zeit grausam verfolgte Taten wurden nun straffrei, andere unmenschliche Peinigungsmethoden abgeschafft. Die Sippenhaft wurde stark eingeschränkt.
Seine Nachfolger Han Wendi und Han Jingdi führten diese Politik fort. Sie senkten die Steuern drastisch, wodurch die Wirtschaft stark wuchs. Die Strafmaße wurden nochmals herabgesetzt, die Sippenhaft ganz abgeschafft. Nach lediglich 50 Jahren hatte sich die Bevölkerungszahl bereits wieder verdoppelt. Städte wie Chang’an oder Luoyang wuchsen stark an.
Obwohl die Anfangszeit der Han-Dynastie in China immer wieder als Beispiel einer guten Regierung genannt wird, war die Dynastie ständig von innen und außen bedroht. Bereits Liu Bang sah sich gezwungen, in seiner späteren Regierungszeit die Macht der von ihm belehnten Könige wieder zu beschneiden. Vor allem misstraute er jenen Königen, die nicht direkt mit ihm verwandt waren. Han Wendi und Han Jingdi mussten gegen rebellierende Könige aus der eigenen Familie kämpfen. Die Beschneidung der Macht dieser lokalen Herrscher wurde vordringliches Ziel der Kaiser. Zugleich wurde das chinesische Reich von den Xiongnu aus dem Norden bedroht. Fast jährlich kam es zu Konflikten an der Grenze zu deren Territorium. China sah sich zu dieser Zeit nicht in der Lage, ausgewachsene Kriege zu führen. So versuchten die Kaiser, durch Beschwichtigungspolitik die Gefahr eines Krieges zu verringern und sandten den Herrschern der Xiongnu chinesische Prinzessinnen als Bräute.
Die Regierungszeit von Han Wudi gilt als der Höhepunkt der Han-Dynastie. Er konsolidierte die kaiserliche Macht im Inneren, den Regionalkönigen wurde fast alle Macht genommen. Auch fühlte Han Wudi sich stark genug, um militärisch gegen die Xiongnu vorzugehen. In drei Expeditionen, die seine Armeen tief in die Wüsten und Steppen der heutigen Mongolei führten, konnte er sie vernichtend schlagen. Doch in der Folge überspannte er den Bogen, indem er weitere Expeditionen nach Osten in das heutige Korea und nach Süden in Richtung des heutigen Vietnam befahl, die weniger erfolgreich verliefen. Um seine militärischen Unternehmungen zu finanzieren, musste er die Steuern wieder erhöhen, was zu Unmut im Land führte. Gegen Ende seiner Regierungszeit ereigneten sich mehrere Aufstände, die den Kaiser dazu nötigten, in einem beispiellosen Schritt öffentlich Selbstkritik zu üben.
Han Wudi war es auch, der den Konfuzianismus zur alleinigen Staatsideologie erhob. Davor war der Daoismus die vorherrschende philosophische Strömung in der chinesischen Gesellschaft.
Seine Nachfolger kehrten zur stärker nach innen orientierten Politik seiner Vorgänger zurück. Zudem konnte man sich auf den militärischen Erfolgen Han Wudi ausruhen und gute Beziehung zu den Nachbarstaaten pflegen. Es folgte eine langjährige Friedensphase.
Die letzten Kaiser der Westlichen Han gelten als politisch schwach und waren nur bedingt dazu in Lage. Über Kaiser Han Chengdi heißt es zum Beispiel, dass er die Regierungsgeschäfte seiner Verwandtschaft überließ und sich lieber mit der Jagd und Spielen beschäftigte. So war es nicht verwunderlich, dass bald ein ehrgeiziger Minister die Macht an sich riss, den Kaiser absetzte und sich selbst zum Kaiser ausrufen ließ.

## Beziehung zu angrenzenden Ländern
Die Westliche Han-Dynastie gilt als eine der offensten Zeiten in der chinesischen Geschichte. Obwohl das Land ständig Kriege mit umliegenden Stämmen und Ländern geführt hat, gab es auch regen Austausch zwischen den Völkern. Die Expansion des chinesischen Reichsgebietes nach Westen ermöglichte die verstärkte Nutzung der Seidenstraße genannten Handelsrouten, die China über Zwischenstationen sogar mit Rom (Römisch-chinesische Beziehungen) verbanden.
Aus der Westlichen Han-Zeit gibt es auch die früheste Dokumentation über Austausch mit Japan.

## Kultur
Zu Anfang der Westlichen Han-Dynastie war der Daoismus sehr in Mode. Vor allem unter den Beamten und Herrschern war die Idee des Regierens durch Nichtstun (无为而治) sehr beliebt. Dabei ist das damalige Verständnis des Daoismus durchaus ein anderes als das heutige, so fanden auch andere philosophische Strömungen Einlass, die Achtung vor dem Gesetz der Fa-Strömung (法家) ist ein sehr gutes Beispiel.
Kaiser Wu änderte diese Staatsphilosophie, indem er den Konfuzianismus zur Staatsideologie erhob. Dazu wurden die konfuzianischen Klassiker neu ediert. Die heutige Fassung dieser Bücher stammt überwiegend aus jener Zeit.
Die Aufzeichnungen des Historikers von Sima Qian (135 v. Chr. – 93 v. Chr.) sind das erste zusammenfassende Geschichtsbuch, das die chinesische Geschichte von der vorschriftlichen Zeit bis zu Han Wudi dokumentiert. Auch wenn vieles, was er über die Zeit vor der Zhou-Dynastie berichtet, aus der Sagenwelt stammt. Das Buch wird in China allgemein als Vorbild späterer Dynastiegeschichten angesehen. Auch in Form und Kapitelgliederung nehmen die späteren Geschichtsbücher bis zur Zeit der Republik China das Buch als Vorbild. Es besitzt auch hohen literarischen Wert, der von vielen seiner Nachfolger nicht erreicht werden konnte. Viele Kapitel aus diesem Buch werden heute noch an den chinesischen Schulen als Unterrichtsstoff für klassisches Chinesisch genommen.
Von der Han-Zeit sind zahlreiche Prosa-Werke überliefert worden. Die meisten davon diskutieren politische Themen oder geben den Herrschenden Ratschläge. Zum Beispiel analysiert der Essay Über die Fehler von Qin (过秦论) von Jia Yi detailliert die Fehler der Qin-Dynastie, die zu ihrem Untergang führten.
In der Lyrik gibt es in der Westlichen Han-Dynastie zwei unterschiedliche Entwicklungen.
Zum einen ließen die Han-Herrscher Volkslieder zusammentragen und bearbeiten. Diese aufgearbeiteten Lieder folgen der Tradition des Buches der Lieder, haben eine feste Anzahl von Schriftzeichen pro Zeile und sind meist relativ kurz gehalten. Vor allem Gedichte mit fünf Schriftzeichen pro Zeile erfreuten sich unter Literaten großer Beliebtheit.
Zum anderen folgte eine Strömung in der Dichtkunst dem Vorbild von Qu Yuan. Sie erlaubt größere Freiheit im Versbau, ihre Gedichte sind lang und gereimt. Auch in den Themen folgt sie ihrem Vorbild. Es handelt sich meistens um Trauer oder Unmut. Das Gedicht Gedanken an Qu Yuan (吊屈原赋), ebenfalls von Jia Yi, kann als Beispiel für diese emotional sehr bewegenden Gedichte gelten. Später übernehmen auch andere Literaten diese Form des Gedichts. Dabei werden sie immer freier, manchmal auch ganz ungereimt und nähern sich damit immer stärker der Prosa an.

## Wissenschaft und Technik
Während der Westlichen Han-Zeit wurde im Jahre 28 v. Chr. darüber berichtet, dass in der Sonne ein großer Fleck zu sehen sei, als sie aufging. Dies wird heute allgemein als die erste Dokumentation von Sonnenflecken angesehen. Es handelte sich wahrscheinlich um eine ungewöhnlich große Sonnenfleckengruppe.
Ein besonderes Problem war der chinesischen Kalender, welcher die Monate und Jahre nach der Mondperiode berechnete. Die Länge eines Jahres, die sich daraus berechnete, stimmt aber nicht mit dem Sonnenjahr überein. Das Problem wurde erst in der Westlichen Han-Dynastie gelöst, indem man nach einer festen Regel im Intervall von 19 Jahren jeweils 7 Schaltmonate einführte. Dadurch glich man das Kalenderjahr dem Sonnenjahr wieder weitestgehend an.
Eine der wichtigsten Erfindungen der Westlichen Han-Zeit war das Papier. In den Provinzen Shaanxi und Gansu wurde bei Ausgrabungen Papier gefunden. Allerdings war zu jener Zeit Papier noch nicht weit verbreitet. Die meisten Bücher und Bilder der damaligen Zeit, die man bislang gefunden hat, sind immer noch auf Holz, Bambus oder Tuch geschrieben.